# Liste der Kulturgüter in Valbroye
Die Liste der Kulturgüter in Valbroye enthält alle Objekte in der Gemeinde Valbroye im Kanton Waadt, die gemäss der Haager Konvention zum Schutz von Kulturgut bei bewaffneten Konflikten, dem Bundesgesetz vom 20. Juni 2014 über den Schutz der Kulturgüter bei bewaffneten Konflikten sowie der Verordnung vom 29. Oktober 2014 über den Schutz der Kulturgüter bei bewaffneten Konflikten unter Schutz stehen.
Objekte der Kategorie A sind im Gemeindegebiet nicht ausgewiesen, Objekte der Kategorie B sind vollständig in der Liste enthalten, Objekte der Kategorie C fehlen zurzeit (Stand: 1. Januar 2023).

## Kulturgüter
| Foto |                                                                         | Objekt | Kat. | Typ | Standort                                                      | Beschreibung |
| ---- | ----------------------------------------------------------------------- | --- | ---- | --- | ------------------------------------------------------------- | ------------ |
| ja   | Datei hochladen · Wikidata zu Schloss und alter Bergfried (Q29891554)   | Schloss und ehemaliger Wehrturm / Château et ancien donjon KGS-Nr.: 06002                                                                                            | B    | G   | Combremont-le-Grand, Chemin du Château 1–3 552740 / 178890    |              |
| ja   | Datei hochladen · Wikidata zu Reformierte Kirche Notre-Dame (Q29891560) | Reformierte Kirche Notre-Dame / Église réformée Notre-Dame KGS-Nr.: 06107                                                                                            | B    | G   | Granges-près-Marnand, Route de l’Église 34 558031 / 178901    |              |
| ja   | Datei hochladen · Wikidata zu Schloss mit Nebengebäuden (Q29891556)     | Schloss Granges mit Bauernhaus, zwei Pavillons, Springbrunnen und Tor / Château des Granges avec maison paysanne, deux pavillons, fontaine et portail KGS-Nr.: 06230 | B    | G   | Granges-près-Marnand, Impasse du Château 1–2 559029 / 178584  |              |
| ja   | Datei hochladen · Wikidata zu Pfarrhaus (Q29891558)                     | Pfarrhaus / Cure KGS-Nr.: 14607 | B    | G   | Granges-près-Marnand, Route de l’Église 30–32 558040 / 178867 |              |